# Eric Goyvaerts

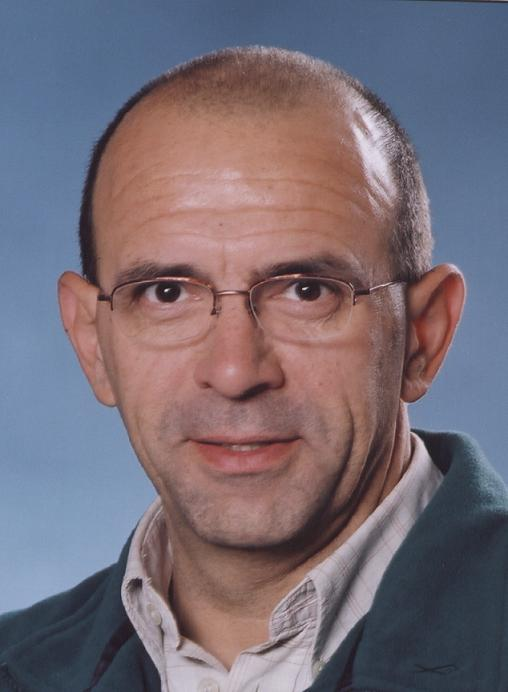
Eric Goyvaerts

Eric Goyvaerts (Heist-op-den-Berg, 4 januari 1957) is een Vlaams weerman voor de VRT.
Eric Goyvaerts studeerde af als regent Wetenschappen-Aardrijkskunde in Lier (1977) en werd leraar wetenschappen.
Hij maakte samen met Sabine Hagedoren en Ron Cornelissen zijn debuut als weerman op de Belgische publieke televisieomroep in oktober 1993 op het moment dat Bob De Richter en Peggy De Meyer stopten met de presentatie van het weerbericht. Ron Cornelissen stapte na een half jaar over naar TV Limburg.
In 1997 werd beslist de VRT-weerploeg af te slanken. Georges Küster, Michel De Meyer en Eric Goyvaerts werden bedankt voor bewezen diensten. Sindsdien presenteert Frank Deboosere afwisselend met Sabine Hagedoren het weerbericht op de VRT-televisie.
Goyvaerts verzorgde daarna nog de presentatie van het weerbericht bij de lokale televisieomroepen ATV en Kanaal 3. Tegenwoordig is hij nog op Radio 2 te horen waar hij de weerberichten verzorgt van de regionale programma's voor Radio 2 Vlaams-Brabant en Radio 2 Limburg. Hij schreef ook het weerbericht in De Zondag.
Goyvaerts is actief in het amateurtoneel als regisseur en acteur. Hij heeft in zijn woonplaats Putte en in Begijnendijk mee lokale toneelverenigingen opgericht. Hij schreef ook zelf een aantal toneelstukken.
Hij is eveneens mede-auteur van de leerboekenreeks 'Meridiaan' en 'Horizon (aardrijkskunde) en 'Natuurlijk!' (natuurwetenschappen).